# 中国共产党第十八届中央委员会第二次全体会议
中国共产党第十八届中央委员会第二次全体会议简称中共十八届二中全会，于2013年2月26日至28日在北京举行。其中中央委员204人，中央候补委员168人出席了此次会议。
此次会议主要涉及的议题是继2012年11月中国共产党十八大以及十八届一中全会上党内换届后的政府、人大、政协换届的人选， 为2013年3月份召开的第十二届中国人大一次会议推荐国家机构领导人选和向中国政协十二届一次会议全国政协领导人选。
会议公报中载明，此次会议将“高举中国特色社会主义伟大旗帜”，以邓小平理论、‘三个代表’重要思想、科学发展观为指导思想。